# Владиславчицька сільська рада
Владисла́вчицька сільська́ ра́да — адміністративно-територіальна одиниця та орган місцевого самоврядування в Монастирищенському районі Черкаської області. Адміністративний центр — село Владиславчик.

## Населені пункти
Сільській раді були підпорядковані населені пункти:
- с. Владиславчик

## Склад ради
Рада складалася з 12 депутатів та голови.
- Голова ради: Гунько Микола Петрович
- Секретар ради: Мельник Любов Іванівна

### Керівний склад попередніх скликань
| Прізвище, ім'я, по батькові | Основні відомості                                                 | Дата обрання | Дата звільнення |
| --------------------------- | ----------------------------------------------------------------- | ------------ | --------------- |
| Гунько Микола Петрович      | Сільський голова, 1972 року народження, освіта вища, безпартійний | 26.03.2006   | 31.10.2010      |
| Гунько Микола Петрович      | Сільський голова, 1972 року народження, освіта вища               | 31.10.2010   |                 |

Примітка: таблиця складена за даними сайту Верховної Ради України

### Депутати
За результатами місцевих виборів 2010 року депутатами ради стали:

#### За округами
| № округу        | Прізвище, ім'я, по батькові     | Дата визнання обраним | Освіта             | Партійна приналежність | Відомості про обраного депутата  |
| --------------- | ------------------------------- | --------------------- | ------------------ | ---------------------- | -------------------------------- |
| Партія регіонів |                                 |                       |                    |                        |                                  |
| 3               | Кибаленко Галина Петрівна       | 05.11.2010            | середня            | член Партії регіонів   | тимчасово не працює              |
| 7               | style="white-space:nowrap"      | align="center"        |                    |                        |                                  |
| Самовисування   |                                 |                       |                    |                        |                                  |
| 1               | Мурзак Оксана Володимирівна     | 05.11.2010            | середня спеціальна | позапартійна           | Сільська рада, бухгалтер         |
| 2               | Куба Ніна Юріївна               | 05.11.2010            | вища               | позапартійна           | Сільська рада Княжики, бухгалтер |
| 4               | Мельник Любов Іванівна          | 05.11.2010            | середня спеціальна | позапартійна           | Сільська рада, секретар          |
| 5               | Фурман Людмила Володимирівна    | 05.11.2010            | середня            | позапартійна           | тимчасово не працює              |
| 6               | Голдецька Лідія Генадіївна      | 05.11.2010            | середня спеціальна | позапартійна           | тимчасово не працює              |
| 8               | Стрембіцька Катерина Петрівна   | 05.11.2010            | середня спеціальна | позапартійна           | пенсіонер                        |
| 9               | Волтер Наталія Василівна        | 05.11.2010            | вища               | позапартійна           | тимчасово не працює              |
| 10              | Новіцька Лариса Дмитрівна       | 05.11.2010            | середня            | позапартійна           | пошта                            |
| 11              | Кравченко Володимир Миколайович | 05.11.2010            | середня            | позапартійний          | тимчасово не працює              |
| 12              | Фурман Леся Миколаївна          | 05.11.2010            | вища               | позапартійна           | тимчасово не працює              |